# Yang Jiechi
Yang Jiechi (杨洁篪 (ZH) ; pinyin: Yáng Jiéchí; Shanghai, 1º maggio 1950) è un politico e diplomatico cinese, ambasciatore della Repubblica Popolare Cinese negli Stati Uniti dal 2001 al 2005, e ministro degli Esteri, dal 27 aprile 2007 al 16 marzo 2013. Dal 2013 al 2018 ha ricoperto la carica di Consigliere di Stato e sempre dal 2013 è Direttore dell'Ufficio della Commissione Centrale degli Affari Esteri.

## Biografia
Yang è nato a Shanghai nel 1950. Si è laureato alla Shanghai Foreign Language School e ha frequentato l'Università di Bath e la London School of Economics dal 1973 al 1975. Ha conseguito un dottorato di ricerca in storia presso la Nanjing University attraverso l'istruzione a distanza mentre fungeva da ambasciatore negli Stati Uniti. 
Entrato in diplomazia, ha iniziato negli Stati Uniti come secondo segretario nel 1983 e successivamente come ambasciatore dal 2001 al 2005, quindi vice ministro degli Affari esteri responsabile per l'America Latina e Hong Kong, Macao e Taiwan. Durante le proteste di Piazza Tiananmen del 1989, Yang accompagnò Wan Li, presidente del Congresso Nazionale del Popolo, in un viaggio in Nord America. 
Durante il suo mandato come ambasciatore negli Stati Uniti, Yang lavorò per allentare le tensioni tra i due paesi in seguito alla collisione aerea del 2001 tra un aereo spia EP-3 statunitense e un caccia cinese al largo delle coste dell'isola di Hainan nel Mar Cinese Meridionale.

### Ministro degli Esteri
Nell'aprile 2007, Yang ha sostituito Li Zhaoxing, che era stato ministro degli Esteri cinese dal 2003, come decimo ministro degli Esteri cinese.
Nel luglio 2010 alla Conferenza dei ministri dell'ASEAN ad Hanoi, Yang, rispondendo alle osservazioni del Segretario di Stato americano Hillary Clinton sulla libertà di navigazione nel Mar Cinese Meridionale, ha definito le osservazioni "un attacco alla Cina" e ha detto al ministro degli Esteri di Singapore, George Yeo, che "la Cina è un grande paese e altri paesi sono piccoli paesi, e questo è solo un dato di fatto". Tuttavia, Yang rilasciò una dichiarazione sul sito web del Ministero degli Esteri dicendo che non c'era bisogno di internazionalizzare la questione, che la Cina era ancora intenzionata a risolvere tutte le controversie a livello bilaterale. 
In un incontro con il ministro degli Esteri australiano Bob Carr, Yang ha criticato la decisione di mettere i marines Usa nel Territorio del Nord australiano affermando che "le alleanze della Guerra Fredda" erano fuori luogo; Carr ha risposto "ricordando a Yang che ai leader cinesi piace raccontare la storia dell'ammiraglio della dinastia Ming Zheng He che ha portato potenti flotte cinesi fino all'India e all'Arabia ma ha cercato di non occupare terre".
Nel 2013, Yang Jiechi ha incontrato il nuovo ambasciatore giapponese in Cina e leader del partito giapponese New Komeito. Yang ha inoltre tenuto riunioni di gruppo con ambasciatori dell'UE e dei suoi Stati membri. Ha anche incontrato Moo-sung Kim, inviato speciale della presidente eletta sudcoreana Park Geun-hye, per rafforzare i legami con la Corea del Sud. Yang si è anche impegnato a dare maggiore contributo alla pace nel mondo.

### Consigliere di Stato
Alla prima sessione plenaria del 12º Congresso Nazionale del Popolo nel marzo 2013, Yang Jiechi è stato eletto consigliere di Stato. 
Yang fu membro del 18° Comitato Centrale del Partito Comunista Cinese. È stato anche membro del 17° Comitato Centrale del PCC e membro supplente del XVI Comitato Centrale del PCC. Nell'ottobre 2017 è stato elevato al Politburo al 19º Congresso del PCC.
Nel 2019 Yang è stato descritto come "il più alto funzionario cinese a partecipare alla Conferenza sulla sicurezza di Monaco da quando è iniziata nel 1963". Vi ha tenuto un discorso programmatico. 

### Alaska Summit
Nel marzo 2021, Yang ha guidato la delegazione cinese per un dialogo strategico con gli Stati Uniti in Alaska. Il team statunitense era guidato dal Segretario di Stato Antony Blinken, nella prima interazione con la Cina durante l'amministrazione Biden. Nella sessione di apertura alla presenza dei media, dopo 2 minuti di apertura di Blinken, Yang ha risposto con un discorso inaspettato di 16 minuti. Ha detto che è stato reso necessario dal "tono" della delegazione statunitense. Ha accusato gli Stati Uniti per la sua situazione dei diritti umani, lo ha definito un "campione globale di attacchi informatici" e ha dichiarato che "molte persone negli Stati Uniti in realtà hanno poca fiducia nella democrazia americana". Quindi, per la Cina, "era necessario chiarire la nostra posizione. Consentitemi quindi di dire in questa sede che, di fronte alla parte cinese, gli Stati Uniti non hanno la qualifica per dire che vogliono parlare con la Cina da una posizione di forza".
Queste osservazioni sono diventate virali in Cina e Yang è stato elogiato per la sua franchezza. Il Washington Post ha detto che l'amministrazione Biden ha un assaggio della diplomazia cinese del "guerriero lupo".